# Palazzo Arcivescovile (Benevent)

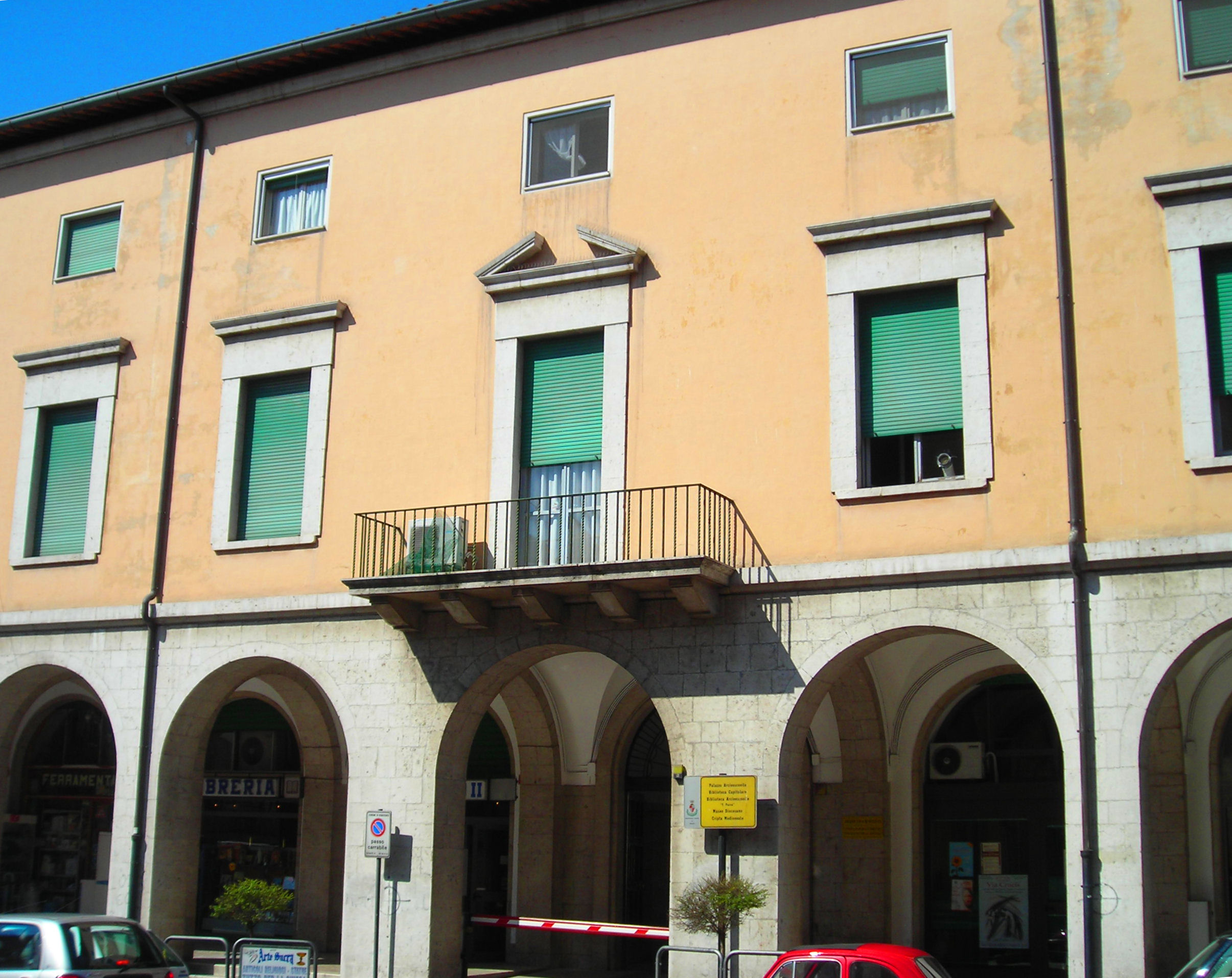
Fassade und Vorhalle des Palazzo Arcivescovile in Benevent

Der Palazzo Arcivescovile (dt.: Erzbischöflicher Palast) ist ein Palast aus den 1950er-Jahren im Stadtzentrum von Benevent in der italienischen Region Kampanien. Er wurde nach dem Zweiten Weltkrieg an der Piazza Orsini errichtet.

## Geschichte

### Der alte Palast
Dieser Palast wurde im 9. und 10. Jahrhundert erbaut; etliche Arbeiten daran waren von den Kardinälen Francesco Maria Banditi und Camillo Siciliano di Rende veranlasst.
Unter den verschiedenen durchgeführten Restaurierungen, die angesichts des Angriffs vom September 1943 nutzlos waren, bei dem eine Bombe einen guten Teil der Kirche zerstörte, ist die 1904 auf Betreiben des Erzbischofs Benedetto Bonazzi ausgeführte: Dort wurde auf dem Boden in venezianischem Mosaik eine Marmorbüste zur Erinnerung an Papst Leo XIII. aufgestellt.

### Der moderne Palast
Der neue erzbischöfliche Palast wurde in den 1950er-Jahren neben dem Dom von Benevent unter der Leitung des Architekten Paolo Rossi de Paoli errichtet. Erwähnenswert sind die Büste von Papst Benedikt XIII. von P. Bracci und die Löwen im Hof, die schon das Portal des alten Palastes zierten.
In dem Palast ist die Kapitelbibliothek untergebracht, die Pergamente und Miniaturencodices enthält, unter anderem das Jahrzeitbuch des Heiligen Geistes aus dem Jahre 1198, eine unschätzbare Quelle von Aufzeichnungen über die Vergangenheit der Stadt. Außerdem befindet sich dort eine weitere historische Bibliothek, die Biblioteca Arcivescovile Francesco Pacca.
Im Museo Diocesano (dt.: Diözesanmuseum) ist außerdem zusammengetragen, was vom Schatz der Kathedrale übrigblieb: die Cattedra di San Barbato aus dem 11. Jahrhundert (mit gotischen Änderungen), wertvolle Metallobjekte aus dem 16. und 17. Jahrhundert und die Junua Major, das originale Bronzeportal des Doms.
Schließlich ist in einem Flügel des Palastes die Katholische Universität untergebracht, die 1970 von Erzbischof Raffaele Calabria gegründet wurde.